# Just Don’t Give a Fuck
Just Don’t Give a Fuck (englisch etwa für „Ist mir einfach scheißegal“, auch bekannt als Just Don’t Give) ist ein Lied des US-amerikanischen Rappers Eminem aus dem Jahr 1997, das von Jeff Bass, Mark Bass und Eminem geschrieben wurde. Enthalten ist Just Don’t Give a Fuck auf Eminems Slim Shady EP sowie auf The Slim Shady LP, wobei beide Versionen unterschiedliche Beats besitzen. Die auf The Slim Shady LP enthaltene Version wurde am 7. August 1998 als Eminems erste Single veröffentlicht. Außerdem befindet sich der Track auf der Deluxe-Version von Eminems Best-of-Album Curtain Call: The Hits.

## Inhalt
Im Text spielt Eminem unter anderem negativ auf Everlast, Miilkbone und Vanilla Ice mit dem Satz „I’m Nicer than Pete, but I’m on a Serch to crush a Miilkbone, I’m Everlast-ing, I melt Vanilla Ice like silicone“ an. Die betroffenen Rapper gaben ihm Antworten in Form eigener Lieder, Vanilla Ice beispielsweise mit Exhale und Miilkbone mit Dear Slim. Diese Tracks wurden von Eminem allesamt ignoriert, Vanilla Ice wird allerdings in einigen weiteren Liedern Eminems wie Role Model erwähnt.

## Produktion und Samples
Die erste Version des Liedes, die auf The Slim Shady EP enthalten ist, wurde von D12-Mitglied Denaun Porter produziert. Bei der zweiten Version, die auf The Slim Shady LP erschien, fungierten die Bass Brothers in Zusammenarbeit mit Eminem als Produzenten. Dabei verwendeten sie Samples von Antonín Dvořáks neunter Sinfonie und 2Pacs I Don’t Give a Fuck aus dem Jahre 1991.

## Musikvideo
Das Musikvideo ist das erste in Eminems Karriere und wurde von Darren Lavett gedreht. Es ist hauptsächlich in schwarz-weiß gestaltet und zeigt Szenen, die meist unabhängig voneinander sind, unter anderem eine, in der Eminem als Kind versucht, Essen von einem Tisch zu nehmen. Eine ältere Dame stoppt ihn, woraufhin er den Raum verlässt. Er erscheint erneut (nun älter), würgt und bedroht sie und wirft sie anschließend auf ein Bett. In einer anderen Szene sieht man ihn bei einem Treffen, er sagt die Worte „Hi, my name is Marshall, I’m an alcoholic“ (deutsch „Hallo, mein Name ist Marshall, ich bin ein Alkoholiker“), worauf die Gruppe mit „Hi Marshall“ antwortet. Bei YouTube, dort 2009 veröffentlicht, hatte das Video bis März 2025 über 20 Millionen Aufrufe.

## Singlecover
Das Singlecover ist in roten Farbtönen gehalten und weist Ähnlichkeiten zu dem von The Slim Shady LP auf. Es zeigt Eminem, in schwarz gekleidet, auf einer Seebrücke stehend und im Hintergrund ein rotes Auto mit geöffnetem Kofferraum. Am Himmel befindet sich der Schriftzug Eminem in schwarz und zentral im Bild der Titel Just Don’t Give a F*** in rot.

## Kritiken
Stephen Thomas Erlewine von Allmusic wählte Just Don’t Give a Fuck als einen von vier „AllMusic Pick“s aus Eminems Album The Slim Shady LP aus. Ein Autor von RapGenius.com hielt Just Don’t Give a Fuck für den besten Song aus dem Album und vergab zehn von zehn möglichen Punkten.

## Kommerzieller Erfolg

### Chartplatzierungen
Der Song erreichte Platz 14 der Billboard Bubbling Under Hot 100 Singles und Platz 62 der Hot R&B/Hip-Hop Songs, in diesen Charts blieb er insgesamt sieben Wochen.

### Auszeichnungen für Musikverkäufe
| Land/Region       | Auszeichnungen für Musikverkäufe (Land/Region, Auszeichnung, Verkäufe) | Verkäufe |
| ----------------- | ---------------------------------------------------------------------- | -------- |
| Australien (ARIA) | Gold                                                                   | 35.000   |
| Insgesamt         | 1× Gold ·                                                              | 35.000   |

Hauptartikel: Eminem/Auszeichnungen für Musikverkäufe